# Скорая помощь (Сезон 9)
«Ско́рая по́мощь» (англ. «ER» от англ. Emergency Room — приёмное отделение) — американский телесериал, рассказывающий о жизни приёмного отделения больницы города Чикаго (штат Иллинойс), её сотрудников и пациентов. Сериал создан Майклом Крайтоном и был впервые показан на телеканале NBC (сентябрь 1994 года — апрель 2009 года). Включает в себя 15 сезонов и стал самой длинной медицинской драмой, показанной в прайм-тайм за всю историю американского телевидения.

## В ролях

### Основной состав
- Ноа Уайл — Доктор Джон Картер
- Лора Иннес — Доктор Керри Уивер
- Мекхи Файфер — Доктор Грег Пратт
- Алекс Кингстон — Доктор Элизабэт Кордей
- Горан Вишнич — Доктор Лука Ковач
- Мойра Тирни — Эбби Локхарт
- Шерри Стрингфилд — Доктор Сьюзан Льюис
- Пол МакКрейн — Доктор Роберт Романо
- Минь-На — Доктор Джин-Мэй Чен
- Шариф Аткинс — Майкл Галалнт

## Список эпизодов
9.1 (180) — Теория хаоса (Chaos Theory) Романо винтом вертолета отрезает руку. Эвакуация окружной больницы. Картер и Эбби проводят вместе две недели в карантине.
9.2 (181) — Снова мёртв (Dead Again) Возвращение Кордей в Чикаго и в окружную больницу.
9.3 (182) — Бунт (Insurrection) Наркоман угрожает Чен пистолетом, требуя дозу. Картер становится зачинщиком забастовки, требуя металлоискатели и охрану. Керри выполняет условие в обмен на увольнение 3 старших медсестер.
9.4 (183) — Быть мужчиной (Walk Like A Man) Эбби и Картер ссорятся из-за её алкоголизма. Галант теряет пациента из-за ошибки Кейсена и собственной нерешительности. Керри колет гормоны.
9.5 (184) — Безнадёжная рана (A Hopeless Wound) У Кордей новый студент с болезнью Паркинсона. Ковач спит со всеми кого видит…
9.6 (185) — Будем надеяться (One Can Only Hope) Коллективная жалоба медсестер оборачивается для Ковача отстранением.
9.7 (186) — Скажи мне, где болит (Tell Me Where It Hurts) Керри ждет ребенка. Эбби подозревает, что у её брата психоз. Ковача снимает проститутка.
9.8 (187) — Первый снегопад (First Snowfall) Эбби и её мать поддерживают Эрика в больнице. Картер не может попасть к Эбби из-за снегопада. Кордей ставит незачет Нэйтону.
9.9 (188) — Ближайший родственник (Next of Kin) Эрик бросает лечение и уезжает с матерью в Миннесоту. Ковач получает от умирающей старушки чек на 10000 долларов.
9.10 (189) — Взгляд в прошлое (Hindsight) Из-за ошибки Ковача умирает пациент. Сорвавшись, он попадает в аварию вместе с практиканткой-студенткой. Серия снята отрывками, каждый из которых показывает отрезок времени все дальше и дальше в прошлое.
9.11 (190) — Помощь моих друзей (A Little Help From My Friends). У Уивер случается выкидыш. Леона избивают его «друзья».
9.12 (191) — Святой в городе (A Saint in the City) Эбби и Картер на грани ссоры из-за денег его бабушки. У Пратта серьёзные проблемы с Леоном.
9.13 (192) — Ни одно доброе дело не остаётся безнаказанным (No Good Deed Goes Unpunished) Картер выписывает своему пациенту доктору чек на развитие его клиники, после чего тот исчезает. Картер собирается в Конго или в Чечню по совету Ковача. Леон участвует в нападении на полицейского. Чтобы уберечь брата, Пратт отправляет его к тете. Эрик приезжает к Эбби, чтобы извиниться.
9.14 (193) — Полная независимость (No Strings Attached) У Чен и Пратта роман. Картер уезжает на рифы. Самолет Эрика пропадает с радаров.
9.15 (194) — Парень, упавший с неба (A Boy Falling Out of the Sky) Керри хочет попробовать забеременеть снова. 20-летний пациент с раком влюбляется в Сьюзан. Находят неповрежденный припаркованный самолет Эрика. Картер делает Эбби предложение на крыше окружной.
9.16 (195) — Тысяча журавликов (A Thousand Cranes) Чен и Ковач находят три трупа и раненную в кафе через дорогу от больницы. Картер берет кольцо и приглашает Эбби на ужин. После разговора с Эбби он передумывает делать ей предложение официально. В конце эпизода Эбби находит кольцо. Сьюзан идет на свидание с 20-летним раковым больным. Он целует её на чертовом колесе.
9.17 (196) — Адвокат (The Advocate) Ковач использует проститутку в качестве психоаналитика. Из-за Керри умирает любовник высокопоставленного чиновника.
9.18 (197) — Твоя потеря — моя находка (Finders Keepers) Романо приходит на замену Керри как заведующий отделением скорой помощи. У Чен день рождения. Ковач пытается спасти хорватского мальчика и просит о помощи Кордей. Романо избивают в баре. Сьюзан выходит замуж в Вегасе.
9.19 (198) — Всё меняется (Things Change) Умирает бабушка Картера. Эбби бросает его одного ради встречи со своим объявившимся братом.
9.20 (199) — Международные дела (Foreign Affairs) Брат Эбби устраивает цирк на похоронах бабушки Картера. Сьюзан оформляет развод. Романо случайно поджигает свою руку. Ковач организует пересадку сердца хорватскому мальчику и прощается с Эбби перед отъездом в Конго. Картер просит Эбби оставить его одного.
9.21 (200) — Когда ночь встречается с днём (When Night Meets Day) Солнечное затмение. Последняя дневная смена Картера перед отъездом в Конго. Последняя ночная смена Пратта перед уходом в северо-западную больницу. Картер уезжает, а Пратт остается. Романо ампутируют руку.
9.22 (201) — Кисангани (Kisangani) Две недели Картера на войне и возвращение домой.